# Finales NBA 1990
Navigation
Finales 1989 Finales 1991
Les finales NBA 1990 sont la dernière série de matchs de la saison 1989-1990 de la NBA et la conclusion des séries éliminatoires (playoffs) de la saison. Le champion de la conférence Est, les Pistons de Détroit rencontrent le champion de la conférence Ouest, les Trail Blazers de Portland. Détroit possède l'avantage du terrain. 
Les Pistons sont devenus la troisième franchise de l'histoire de la NBA à remporter deux titres consécutifs, rejoignant les Lakers de Los Angeles et les Celtics de Boston.  

## Contexte

### Pistons de Détroit
Les Pistons ont remporté leur premier titre NBA un an plus tôt. Cependant, ils sont entrés dans la saison 1989-1990 sans leur joueur Rick Mahorn, qui avait été sélectionné par les Timberwolves du Minnesota dans la draft d'expansion de la NBA 1989 et a ensuite été échangé aux 76ers de Philadelphie. 
Malgré la perte de Mahorn, les Pistons ont quand même réussi à afficher un bilan de 59-23 pour mener la Conférence Est. Mahorn étant parti, Dennis Rodman, défenseur de l'année, a repris le flambeau gardant les Pistons en forme de "Bad Boys" toute la saison. Sur le chemin de la finale, Détroit a balayé les Pacers de l'Indiana au premier tour, a battu les Knicks de New York en cinq matchs au deuxième tour et a vaincu leurs rivaux, les Bulls de Chicago en sept matchs en finale de conférence. 

### Trail Blazers de Portland
Portland a construit un noyau qui transformerait l'équipe en prétendants au titre, en ajoutant Clyde Drexler, Terry Porter et Jerome Kersey lors de la draft, tout en signant ou en échangeant pour des joueurs tels que Buck Williams et Kevin Duckworth. Au début de la saison 1988-1989, les Blazers ont congédié l'entraîneur Mike Schuler et l'ont remplacé par l'assistant Rick Adelman, qui remportera plus de 1 000 matchs en saison régulière en 23 saisons NBA. 
Entrant dans la saison 1989-1990 avec des attentes modestes, les Trail Blazers ont surpris la NBA en affichant un bilan de saison de 59-23, assez bon pour la troisième tête de série de la Conférence Ouest. En séries éliminatoires, ils ont balayé les Mavericks de Dallas au premier tour, battu les Spurs de San Antonio en sept matchs au deuxième tour et éliminé les Suns de Phoenix en six matchs en finale de conférence. 

## Résumé de la saison régulière
| Champion de division | Qualifié pour les playoffs | Non qualifié pour les playoffs |

### Par conférence
| Conférence Est | Conférence Est         | Conférence Est | Conférence Est | Conférence Est |
| No             | Franchise              | Vic.           | Déf.           | PCT            |
| -------------- | ---------------------- | -------------- | -------------- | -------------- |
| 1              | Pistons de Détroit C   | 59             | 23             | 72.0           |
| 2              | 76ers de Philadelphie  | 53             | 29             | 64.6           |
| 3              | Bulls de Chicago       | 55             | 27             | 67.1           |
| 4              | Celtics de Boston      | 52             | 30             | 63.4           |
| 5              | Knicks de New York     | 45             | 37             | 54.9           |
| 6              | Bucks de Milwaukee     | 44             | 38             | 53.7           |
| 7              | Cavaliers de Cleveland | 42             | 40             | 51.2           |
| 8              | Pacers de l'Indiana    | 42             | 40             | 51.2           |
|                |                        |                |                |                |
| 9              | Hawks d'Atlanta        | 41             | 41             | 50.0           |
| 10             | Bullets de Washington  | 31             | 51             | 37.8           |
| 11             | Heat de Miami          | 18             | 64             | 22.0           |
| 12             | Magic d'Orlando        | 18             | 64             | 22.0           |
| 13             | Nets du New Jersey     | 17             | 65             | 20.7           |

| Conférence Ouest | Conférence Ouest          | Conférence Ouest | Conférence Ouest | Conférence Ouest |
| No               | Franchise                 | Vic.             | Déf.             | PCT              |
| ---------------- | ------------------------- | ---------------- | ---------------- | ---------------- |
| 1                | Lakers de Los Angeles     | 63               | 19               | 76.8             |
| 2                | Spurs de San Antonio      | 56               | 26               | 68.3             |
| 3                | Trail Blazers de Portland | 59               | 23               | 72.0             |
| 4                | Jazz de l'Utah            | 55               | 27               | 67.1             |
| 5                | Suns de Phoenix           | 54               | 28               | 65.9             |
| 6                | Mavericks de Dallas       | 47               | 35               | 57.3             |
| 7                | Nuggets de Denver         | 43               | 39               | 52.4             |
| 8                | Rockets de Houston        | 41               | 41               | 50.0             |
|                  |                           |                  |                  |                  |
| 9                | SuperSonics de Seattle    | 41               | 41               | 50.0             |
| 10               | Warriors de Golden State  | 37               | 45               | 45.1             |
| 11               | Clippers de Los Angeles   | 30               | 52               | 36.6             |
| 12               | Kings de Sacramento       | 23               | 59               | 28.0             |
| 13               | Timberwolves du Minnesota | 22               | 60               | 26.8             |
| 14               | Hornets de Charlotte      | 19               | 63               | 23.2             |

C - Champions NBA

### Tableau des playoffs
|  | 1er tour         | 1er tour               | 1er tour                  |   |                           | Demi-finales de Conférence | Demi-finales de Conférence | Demi-finales de Conférence |  |   | Finales de Conférence | Finales de Conférence | Finales de Conférence |  |    | Finales NBA        | Finales NBA | Finales NBA |
|  |                  |                        |                           |   |                           |                            |                            |                            |  |   |                       |                       |                       |  |    |                    |             |             |
|  | 1                | Pistons de Détroit     | 3                         |   |                           |                            |                            |                            |  |   |                       |                       |                       |  |    |                    |             |             |
|  | 8                | Pacers de l'Indiana    | 0                         |   |                           |                            |                            |                            |  |   |                       |                       |                       |  |    |                    |             |             |
|  | 8                | Pacers de l'Indiana    | 0                         |   | 1                         | Pistons de Détroit         | 4                          |                            |  |   |                       |                       |                       |  |    |                    |             |             |
|  |                  |                        |                           |   | 1                         | Pistons de Détroit         | 4                          |                            |  |   |                       |                       |                       |  |    |                    |             |             |
|  |                  | 5                      | Knicks de New York        | 1 |                           |                            |                            |                            |  |   |                       |                       |                       |  |    |                    |             |             |
|  | 4                | 5                      | Knicks de New York        | 1 | Celtics de Boston         | 2                          |                            |                            |  |   |                       |                       |                       |  |    |                    |             |             |
|  | 4                |                        |                           |   | Celtics de Boston         | 2                          |                            |                            |  |   |                       |                       |                       |  |    |                    |             |             |
|  | 5                | Knicks de New York     | 3                         |   |                           |                            |                            |                            |  |   |                       |                       |                       |  |    |                    |             |             |
|  | 5                | Knicks de New York     | 3                         |   |                           |                            |                            |                            |  | 1 | Pistons de Détroit    | 4                     |                       |  |    |                    |             |             |
|  | Conférence Est   |                        |                           |   |                           |                            |                            |                            |  | 1 | Pistons de Détroit    | 4                     |                       |  |    |                    |             |             |
|  |                  | 3                      | Bulls de Chicago          | 3 |                           |                            |                            |                            |  |   |                       |                       |                       |  |    |                    |             |             |
|  | 3                | 3                      | Bulls de Chicago          | 3 | Bulls de Chicago          | 3                          |                            |                            |  |   |                       |                       |                       |  |    |                    |             |             |
|  | 3                |                        |                           |   | Bulls de Chicago          | 3                          |                            |                            |  |   |                       |                       |                       |  |    |                    |             |             |
|  | 6                | Bucks de Milwaukee     | 1                         |   |                           |                            |                            |                            |  |   |                       |                       |                       |  |    |                    |             |             |
|  | 6                | Bucks de Milwaukee     | 1                         |   | 3                         | Bulls de Chicago           | 4                          |                            |  |   |                       |                       |                       |  |    |                    |             |             |
|  |                  |                        |                           |   | 3                         | Bulls de Chicago           | 4                          |                            |  |   |                       |                       |                       |  |    |                    |             |             |
|  |                  | 2                      | 76ers de Philadelphie     | 1 |                           |                            |                            |                            |  |   |                       |                       |                       |  |    |                    |             |             |
|  | 2                | 2                      | 76ers de Philadelphie     | 1 | 76ers de Philadelphie     | 3                          |                            |                            |  |   |                       |                       |                       |  |    |                    |             |             |
|  | 2                |                        |                           |   | 76ers de Philadelphie     | 3                          |                            |                            |  |   |                       |                       |                       |  |    |                    |             |             |
|  | 7                | Cavaliers de Cleveland | 2                         |   |                           |                            |                            |                            |  |   |                       |                       |                       |  |    |                    |             |             |
|  | 7                | Cavaliers de Cleveland | 2                         |   |                           |                            |                            |                            |  |   |                       |                       |                       |  | E1 | Pistons de Détroit | 4           |             |
|  |                  |                        |                           |   |                           |                            |                            |                            |  |   |                       |                       |                       |  | E1 | Pistons de Détroit | 4           |             |
|  |                  | O3                     | Trail Blazers de Portland | 1 |                           |                            |                            |                            |  |   |                       |                       |                       |  |    |                    |             |             |
|  | 1                | O3                     | Trail Blazers de Portland | 1 | Lakers de Los Angeles     | 3                          |                            |                            |  |   |                       |                       |                       |  |    |                    |             |             |
|  | 1                |                        |                           |   | Lakers de Los Angeles     | 3                          |                            |                            |  |   |                       |                       |                       |  |    |                    |             |             |
|  | 8                | Rockets de Houston     | 1                         |   |                           |                            |                            |                            |  |   |                       |                       |                       |  |    |                    |             |             |
|  | 8                | Rockets de Houston     | 1                         |   | 1                         | Lakers de Los Angeles      | 1                          |                            |  |   |                       |                       |                       |  |    |                    |             |             |
|  |                  |                        |                           |   | 1                         | Lakers de Los Angeles      | 1                          |                            |  |   |                       |                       |                       |  |    |                    |             |             |
|  |                  | 5                      | Suns de Phoenix           | 4 |                           |                            |                            |                            |  |   |                       |                       |                       |  |    |                    |             |             |
|  | 4                | 5                      | Suns de Phoenix           | 4 | Jazz de l'Utah            | 2                          |                            |                            |  |   |                       |                       |                       |  |    |                    |             |             |
|  | 4                |                        |                           |   | Jazz de l'Utah            | 2                          |                            |                            |  |   |                       |                       |                       |  |    |                    |             |             |
|  | 5                | Suns de Phoenix        | 3                         |   |                           |                            |                            |                            |  |   |                       |                       |                       |  |    |                    |             |             |
|  | 5                | Suns de Phoenix        | 3                         |   |                           |                            |                            |                            |  | 5 | Suns de Phoenix       | 2                     |                       |  |    |                    |             |             |
|  | Conférence Ouest |                        |                           |   |                           |                            |                            |                            |  | 5 | Suns de Phoenix       | 2                     |                       |  |    |                    |             |             |
|  |                  | 3                      | Trail Blazers de Portland | 4 |                           |                            |                            |                            |  |   |                       |                       |                       |  |    |                    |             |             |
|  | 3                | 3                      | Trail Blazers de Portland | 4 | Trail Blazers de Portland | 3                          |                            |                            |  |   |                       |                       |                       |  |    |                    |             |             |
|  | 3                |                        |                           |   | Trail Blazers de Portland | 3                          |                            |                            |  |   |                       |                       |                       |  |    |                    |             |             |
|  | 6                | Mavericks de Dallas    | 0                         |   |                           |                            |                            |                            |  |   |                       |                       |                       |  |    |                    |             |             |
|  | 6                | Mavericks de Dallas    | 0                         |   | 3                         | Trail Blazers de Portland  | 4                          |                            |  |   |                       |                       |                       |  |    |                    |             |             |
|  |                  |                        |                           |   | 3                         | Trail Blazers de Portland  | 4                          |                            |  |   |                       |                       |                       |  |    |                    |             |             |
|  |                  | 2                      | Spurs de San Antonio      | 3 |                           |                            |                            |                            |  |   |                       |                       |                       |  |    |                    |             |             |
|  | 2                | 2                      | Spurs de San Antonio      | 3 | Spurs de San Antonio      | 3                          |                            |                            |  |   |                       |                       |                       |  |    |                    |             |             |
|  | 2                |                        |                           |   | Spurs de San Antonio      | 3                          |                            |                            |  |   |                       |                       |                       |  |    |                    |             |             |
|  | 7                | Nuggets de Denver      | 0                         |   |                           |                            |                            |                            |  |   |                       |                       |                       |  |    |                    |             |             |

## Effectifs

### Pistons de Détroit
| Effectif des Pistons de Détroit 1989-1990 |
| --- |
| 4 Joe Dumars • 10 Dennis Rodman • 11 Isiah Thomas • 12 Gerald Henderson • 15 Vinnie Johnson • 20 William Bedford • 22 John Salley • 23 Mark Aguirre • 33 David Greenwood • 35 Scott Hastings • 40 Bill Laimbeer • 53 James Edwards Entraîneur : Chuck Daly |

### Trail Blazers de Portland
| Effectif des Trail Blazers de Portland 1989-1990 |
| --- |
| 00 Kevin Duckworth • 2 Mark Bryant • 3 Clifford Robinson • 21 Danny Young • 22 Clyde Drexler • 23 Byron Irvin • 25 Jerome Kersey • 30 Terry Porter • 33 Nate Johnson • 42 Wayne Cooper • 44 Dražen Petrović • 50 Robert Reid • 52 Buck Williams Entraîneur : Rick Adelman |

## Résumé de la finale NBA
| Match  | Date    | Équipe extérieure      | Résultat           | Équipe à domicile      |
| ------ | ------- | ---------------------- | ------------------ | ---------------------- |
| Game 1 | 5 juin  | Portland Trail Blazers | 99–105 (0–1)       | Detroit Pistons        |
| Game 2 | 7 juin  | Portland Trail Blazers | 106–105 (OT) (1–1) | Detroit Pistons        |
| Game 3 | 10 juin | Detroit Pistons        | 121–106 (2–1)      | Portland Trail Blazers |
| Game 4 | 12 juin | Detroit Pistons        | 112–109 (3–1)      | Portland Trail Blazers |
| Game 5 | 14 juin | Detroit Pistons        | 92–90 (4–1)        | Portland Trail Blazers |

## Statistiques individuelles

### Pistons de Détroit
| Joueur           | MJ | MC | MPG  | FG%   | 3P%  | FT%   | RPG  | APG | SPG | BPG | PPG  |
| ---------------- | -- | -- | ---- | ----- | ---- | ----- | ---- | --- | --- | --- | ---- |
| Mark Aguirre     | 5  | 3  | 24.0 | .333  | .500 | .667  | 3.6  | 0.8 | 0.4 | 0.0 | 9.6  |
| Joe Dumars       | 5  | 5  | 42.0 | .415  | .286 | .892  | 2.8  | 5.6 | 0.8 | 0.0 | 20.6 |
| James Edwards    | 5  | 5  | 27.6 | .446  | .000 | .560  | 3.8  | 0.8 | 0.4 | 0.6 | 14.4 |
| David Greenwood  | 3  | 0  | 11.0 | .333  | .000 | .500  | 3.0  | 0.0 | 0.3 | 0.0 | 1.0  |
| Scott Hastings   | 2  | 0  | 2.0  | .000  | .000 | .000  | 0.0  | 0.0 | 0.0 | 0.0 | 0.0  |
| Gerald Henderson | 2  | 0  | 1.0  | 1.000 | .000 | .000  | 0.0  | 0.0 | 0.0 | 0.0 | 1.0  |
| Vinnie Johnson   | 5  | 0  | 22.6 | .543  | .000 | .786  | 2.0  | 1.2 | 0.2 | 0.6 | 12.2 |
| Bill Laimbeer    | 5  | 5  | 38.2 | .444  | .364 | 1.000 | 13.4 | 2.4 | 1.4 | 0.6 | 13.2 |
| Dennis Rodman    | 4  | 2  | 19.8 | .444  | .000 | .250  | 5.5  | 0.8 | 0.5 | 0.5 | 2.3  |
| John Salley      | 5  | 0  | 28.6 | .375  | .000 | .692  | 6.4  | 0.4 | 0.2 | 2.4 | 6.6  |
| Isiah Thomas     | 5  | 5  | 38.4 | .542  | .688 | .742  | 5.2  | 7.0 | 1.6 | 0.4 | 27.6 |

### Trail Blazers de Portland
| Joueur            | MJ | MC | MPG  | FG%  | 3P%  | FT%  | RPG | APG | SPG | BPG | PPG  |
| ----------------- | -- | -- | ---- | ---- | ---- | ---- | --- | --- | --- | --- | ---- |
| Mark Bryant       | 2  | 0  | 4.5  | .000 | .000 | .500 | 1.0 | 0.0 | 0.0 | 0.0 | 0.5  |
| Wayne Cooper      | 5  | 0  | 14.0 | .333 | .000 | .250 | 4.0 | 0.2 | 0.4 | 0.8 | 1.8  |
| Clyde Drexler     | 5  | 5  | 40.8 | .543 | .167 | .757 | 7.8 | 6.2 | 1.8 | 0.2 | 26.4 |
| Kevin Duckworth   | 5  | 5  | 29.8 | .523 | .000 | .667 | 5.6 | 0.0 | 0.2 | 0.4 | 15.6 |
| Jerome Kersey     | 5  | 5  | 41.2 | .473 | .000 | .781 | 7.0 | 1.2 | 0.6 | 0.6 | 19.0 |
| Dražen Petrović   | 4  | 0  | 7.3  | .357 | .000 | .000 | 0.3 | 0.5 | 0.3 | 0.0 | 2.5  |
| Terry Porter      | 5  | 5  | 41.2 | .393 | .280 | .889 | 2.6 | 8.4 | 2.0 | 0.2 | 19.0 |
| Clifford Robinson | 5  | 0  | 16.4 | .250 | .000 | .500 | 2.4 | 0.8 | 0.8 | 0.8 | 3.8  |
| Buck Williams     | 5  | 5  | 38.4 | .465 | .000 | .640 | 9.0 | 1.8 | 0.6 | 0.2 | 11.2 |
| Danny Young       | 5  | 0  | 15.6 | .400 | .333 | .333 | 1.4 | 1.6 | 0.6 | 0.2 | 3.0  |